# لطفي رويسي
لطفي رويسي هو لاعب كرة قدم تونسي في مركز الوسط، ولد في 13 نوفمبر 1965 في مدينة تونس في تونس. شارك مع منتخب تونس لكرة القدم. أما مع النوادي، فقد لعب مع النادي الإفريقي.

## وصلات خارجية
- لطفي رويسي على موقع الاتحاد الدولي (مؤرشف)  (الإنجليزية)
- لطفي رويسي على موقع قاعدة بيانات كرة القدم.إي يو (الإنجليزية)
- لطفي رويسي على موقع ناشيونال فوتبول تيمز (الإنجليزية)
- لطفي رويسي على موقع عالم كرة القدم.نت (الإنجليزية)
- لطفي رويسي على موقع أوليمبيديا (الإنجليزية)